# 藤井良平
藤井 良平（ふじい りょうへい）は、日本の編集技師。
本多猪四郎監督と円谷英二特技監督のコンビによる『ゴジラ』『モスラ』シリーズなど東宝特撮映画を数多く手掛けている。

## 主な編集作品
※★印は東宝特撮映画。
- サラリーマン御意見帖 男の一大事 （1960年）
- 情無用の罠 （1961年）
- 守屋浩の三度笠シリーズ 泣きとうござんす （1963年）
- 守屋浩の三度笠シリーズ 有難や三度笠 （1961年）
- B・G物語 二十才の設計 （1961年）[1]
- 吼えろ脱獄囚 （1962年）
- 女性自身 （1962年）
- 日本一の若大将 （1962年）
- 暗黒街の牙 （1962年）
- にっぽん実話時代 （1963年）
- ハワイの若大将 （1963年）
- 林檎の花咲く町 （1963年）
- のら犬作戦 （1963年）
- 海底軍艦 （1963年）★
- 恐怖の時間 （1964年）
- 国際秘密警察 虎の牙 （1964年）
- ゴジラシリーズ★
  - モスラ対ゴジラ （1964年）
  - 三大怪獣 地球最大の決戦 （1964年）
  - ゴジラ・エビラ・モスラ 南海の大決闘 （1966年）
  - 怪獣島の決戦 ゴジラの息子 （1967年）
  - 怪獣総進撃 （1968年）
- 宇宙大怪獣ドゴラ （1964年）★
- 暗黒街全滅作戦 （1965年）
- 風来忍法帖 （1965年）
- 太平洋奇跡の作戦 キスカ （1965年）★
- フランケンシュタイン対地底怪獣 （1965年）★
- 香港の白い薔薇 （1965年）
- 100発100中 （1965年）
- 怪獣大戦争 （1965年）★
- 落語野郎 大脱線 （1966年）
- 怒涛一万浬 （1966年）
- フランケンシュタインの怪獣 サンダ対ガイラ （1966年）★
- パンチ野郎 （1966年）
- 落語野郎 大馬鹿時代 （1966年）
- 落語野郎 大爆笑 （1967年）
- 南太平洋の若大将 （1967年）
- キングコングの逆襲 （1967年）★
- ドリフターズですよ!前進前進また前進 （1967年）
- 100発100中 黄金の眼 （1968年）
- 連合艦隊司令長官 山本五十六 （1968年）★